# Tennis aux Jeux asiatiques
Une épreuve de tennis aux Jeux asiatiques d'été existe depuis la 3e édition des Jeux en 1958 à Tokyo. Il a depuis toujours fait partie du programme à l'exception de l'édition de 1970. 
Les tableaux du simple et du double hommes, du simple et du double femmes et du double mixte ont été disputés à chaque édition. Dès les Jeux asiatiques de 1962, deux compétitions par équipe (une masculine, une féminine) ont été ajoutées au programme.

## Podiums

### Femmes

#### En simple
| No     | Édition        | Or                | Argent              | Bronze            | Bronze            |
| ------ | -------------- | ----------------- | ------------------- | ----------------- | ----------------- |
| IIIe   | 1958 Tokyo     | Sachiko Kamo      | Desideria Ampon     | Reiko Miyagi      | Liu Shang-ku      |
| IVe    | 1962 Jakarta   | Akiko Fukui       | Reiko Miyagi        | Desideria Ampon   | Patricia Yngayo   |
| Ve     | 1966 Bangkok   | Lany Kaligis      | Kazuko Kuromatsu    | Lita Sugiarto     | Phanow Sudsawasdi |
| VIIe   | 1974 Téhéran   | Lita Sugiarto     | Paulina Pesahov     | Lany Kaligis      | Lany Kaligis      |
| VIIIe  | 1978 Bangkok   | Lee Duk-hee       | Chen Chuan          | Kiyoko Nomura     | Sonoe Yonezawa    |
| IXe    | 1982 New Delhi | Etsuko Inoue      | Kim Soo-ok          | Yu Liqiao         | Yu Liqiao         |
| Xe     | 1986 Séoul     | Li Xinyi          | Lee Jeong-soon      | Kim Soo-ok        | Kim Soo-ok        |
| XIe    | 1990 Pékin     | Akiko Kijimuta    | Chen Li Ling        | Park Mal-sim      | Kim Il-soon       |
| XIIe   | 1994 Hiroshima | Kimiko Date       | Naoko Sawamatsu     | Yayuk Basuki      | Chen Li Ling      |
| XIIIe  | 1998 Bangkok   | Yayuk Basuki      | Tamarine Tanasugarn | Li Fang           | Yi Jingqian       |
| XIVe   | 2002 Busan     | Iroda Tulyaganova | Tamarine Tanasugarn | Shinobu Asagoe    | Cho Yoon-jeong    |
| XVe    | 2006 Doha      | Zheng Jie         | Sania Mirza         | Li Na             | Aiko Nakamura     |
| XVIe   | 2010 Guangzhou | Peng Shuai        | Akgul Amanmuradova  | Kimiko Date-Krumm | Sania Mirza       |
| XVIIe  | 2014 Incheon   | Wang Qiang        | Luksika Kumkhum     | Eri Hozumi        | Misa Eguchi       |
| XVIIIe | 2018 Jakarta   | Wang Qiang        | Zhang Shuai         | Ankita Raina      | Liang En-shuo     |

#### En double
| No     | Édition        | Or                                  | Argent                           | Bronze                                | Bronze                         |
| ------ | -------------- | ----------------------------------- | -------------------------------- | ------------------------------------- | ------------------------------ |
| IIIe   | 1958 Tokyo     | Sachiko Kamo Reiko Miyagi           | Desideria Ampon Patricia Yngayo  | Gladys Loke Chua Katherine Leong      | Liu Shang-ku Chan Shiao-miao   |
| IVe    | 1962 Jakarta   | Akiko Fukui Reiko Miyagi            | Ranjani Jayasurya Tsui Yuen Yuen | Desideria Ampon Patricia Yngayo       | Mien Suhadi Jooce Suwarimbo    |
| Ve     | 1966 Bangkok   | Lany Kaligis Lita Sugiarto          | Desideria Ampon Patricia Yngayo  | Ranjani Jayasurya Wendy Molligodde    | Park Jong-bok Yang Jeong-soon  |
| VIIe   | 1974 Téhéran   | Toshiko Sade Kayoko Fukuoka         | Lee Duk-hee Lee Soon-oh          | Hideko Goto Kimiyo Yagahara           | Hideko Goto Kimiyo Yagahara    |
| VIIIe  | 1978 Bangkok   | Lee Duk-hee Yang Jeong-soon         | Kimiyo Hatanaka Kiyoko Nomura    | Suthasini Sirikaya Sirikanya Hoonsiri | Chen Chuan Yu Liqiao           |
| IXe    | 1982 New Delhi | Kim Nam-sook Shin Soon-ho           | Kazuko Ito Junko Kimura          | Etsuko Inoue Masako Yanagi            | Etsuko Inoue Masako Yanagi     |
| Xe     | 1986 Séoul     | Yayuk Basuki Suzanna Wibowo         | Kim Il-soon Lee Jeong-soon       | Park Yang-ja Shin Soon-ho             | Park Yang-ja Shin Soon-ho      |
| XIe    | 1990 Pékin     | Yayuk Basuki Suzanna Wibowo         | Kim Il-soon Lee Jeong-myung      | Irawati Moerid Lukky Tedjamukti       | Akiko Kijimuta Nana Miyagi     |
| XIIe   | 1994 Hiroshima | Kyoko Nagatsuka Ai Sugiyama         | Chen Li Ling Li Fang             | Choi Ju-yeon Park Sung-hee            | Mana Endo Nana Miyagi          |
| XIIIe  | 1998 Bangkok   | Chen Li Ling Li Fang                | Cho Yoon-jeong Park Sung-hee     | Rika Hiraki Nana Miyagi               | Li Li Yi Jingqian              |
| XIVe   | 2002 Busan     | Choi Young-ja Kim Mi-ok             | Wynne Prakusya Angelique Widjaja | Miho Saeki Yuka Yoshida               | Akiko Morigami Saori Obata     |
| XVe    | 2006 Doha      | Yan Zi Zheng Jie                    | Chan Yung-jan Chuang Chia-jung   | Ryoko Fuda Tomoko Yonemura            | Li Ting Sun Tiantian           |
| XVIe   | 2010 Guangzhou | Chan Yung-jan Chuang Chia-jung      | Chang Kai-chen Hsieh Su-wei      | Kim So-jung Lee Jin-a                 | Peng Shuai Yan Zi              |
| XVIIe  | 2014 Incheon   | Luksika Kumkhum Tamarine Tanasugarn | Chan Chin-wei Hsieh Su-wei       | Chan Hao-ching Chan Yung-jan          | Sania Mirza Prarthana Thombare |
| XVIIIe | 2018 Jakarta   | Xu Yifan Yang Zhaoxuan              | Chan Hao-ching Latisha Chan      | Gozal Ainitdinova Anna Danilina       | Miyu Kato Makoto Ninomiya      |

#### Par équipes
| No     | Édition        | Or                         | Argent                     | Bronze                     | Bronze                     |
| ------ | -------------- | -------------------------- | -------------------------- | -------------------------- | -------------------------- |
| IVe    | 1962 Jakarta   | Japon                      | Indonésie                  | Philippines                | Philippines                |
| Ve     | 1966 Bangkok   | Indonésie                  | Japon                      | Ceylan                     | Philippines                |
| VIIe   | 1974 Téhéran   | Corée du Sud               | Chine                      | Japon                      | Japon                      |
| VIIIe  | 1978 Bangkok   | Japon                      | Corée du Sud               | Indonésie                  | Indonésie                  |
| IXe    | 1982 New Delhi | Corée du Sud               | Chine                      | Japon                      | Japon                      |
| Xe     | 1986 Séoul     | Chine                      | Corée du Sud               | Indonésie                  | Indonésie                  |
| XIe    | 1990 Pékin     | Japon                      | Indonésie                  | Chine                      | Corée du Sud               |
| XIIe   | 1994 Hiroshima | Japon                      | Indonésie                  | Chine                      | Taipei chinois             |
| XIIIe  | 1998 Bangkok   | Taipei chinois             | Chine                      | Indonésie                  | Japon                      |
| XIVe   | 2002 Busan     | Indonésie                  | Japon                      | Corée du Sud               | Taipei chinois             |
| XVe    | 2006 Doha      | Taipei chinois             | Inde                       | Japon                      | Ouzbékistan                |
| XVIe   | 2010 Guangzhou | Chine                      | Taipei chinois             | Japon                      | Thaïlande                  |
| XVIIe  | 2014 Incheon   | Taipei chinois             | Chine                      | Japon                      | Kazakhstan                 |
| XVIIIe | 2018 Jakarta   | Pas de tournoi par équipes | Pas de tournoi par équipes | Pas de tournoi par équipes | Pas de tournoi par équipes |

### Hommes

#### En simple
| No     | Édition        | Or                  | Argent           | Bronze               | Bronze          |
| ------ | -------------- | ------------------- | ---------------- | -------------------- | --------------- |
| IIIe   | 1958 Tokyo     | Raymundo Deyro      | Felicisimo Ampon | Miguel Dungo         | Juan Maria Jose |
| IVe    | 1962 Jakarta   | Juan Maria Jose     | Atsushi Miyagi   | Michio Fujii         | Osamu Ishiguro  |
| Ve     | 1966 Bangkok   | Osamu Ishiguro      | Ichizo Konishi   | Taghi Akbari         | Jesus Hernandez |
| VIIe   | 1974 Téhéran   | Toshiro Sakai       | Taghi Akbari     | Yehoshua Shalem      | Yehoshua Shalem |
| VIIIe  | 1978 Bangkok   | Atet Wijono         | Shigeyuki Nishio | Nadir Ali-Khan       | Tetsu Kuramitsu |
| IXe    | 1982 New Delhi | Justedjo Tarik      | Kim Choon-ho     | Liu Shuhua           | Liu Shuhua      |
| Xe     | 1986 Séoul     | Yoo Jin-sun         | Kim Bong-soo     | Liu Shuhua           | Liu Shuhua      |
| XIe    | 1990 Pékin     | Pan Bing            | Zhang Jiuhua     | Kim Bong-soo         | Kim Jae-sik     |
| XIIe   | 1994 Hiroshima | Pan Bing            | Yoon Yong-il     | Leander Paes         | Benny Wijaya    |
| XIIIe  | 1998 Bangkok   | Yoon Yong-il        | Satoshi Iwabuchi | Mahesh Bhupathi      | Srinath Prahlad |
| XIVe   | 2002 Busan     | Paradorn Srichaphan | Lee Hyung-taik   | Oleg Ogorodov        | Takao Suzuki    |
| XVe    | 2006 Doha      | Danai Udomchoke     | Lee Hyung-taik   | Cecil Mamiit         | Go Soeda        |
| XVIe   | 2010 Guangzhou | Somdev Devvarman    | Denis Istomin    | Tatsuma Ito          | Go Soeda        |
| XVIIe  | 2014 Incheon   | Yoshihito Nishioka  | Lu Yen-hsun      | Yuki Bhambri         | Yuichi Sugita   |
| XVIIIe | 2018 Jakarta   | Denis Istomin       | Wu Yibing        | Prajnesh Gunneswaran | Lee Duck-hee    |

#### En double
| No     | Édition        | Or                                       | Argent                                | Bronze                                        | Bronze                                        |
| ------ | -------------- | ---------------------------------------- | ------------------------------------- | --------------------------------------------- | --------------------------------------------- |
| IIIe   | 1958 Tokyo     | Felicisimo Ampon Raymundo Deyro          | Miguel Dungo Juan Maria Jose          | Rupert Ferdinands Bernard Pinto               | Võ Văn Bảy Võ Văn Thành                       |
| IVe    | 1962 Jakarta   | Michio Fujii Atsushi Miyagi              | Raymundo Deyro Juan Maria Jose        | Miguel Dungo Guillermo Hernandez              | Bernard Pinto Raja Praesody                   |
| Ve     | 1966 Bangkok   | Osamu Ishiguro Koji Watanabe             | Lưu Hoàng Đức Võ Văn Bảy              | Netra Gramatica Suteraphun Koralak            | Venka Dhawan Shiv Prakash Misra               |
| VIIe   | 1974 Téhéran   | Kenichi Hirai Toshiro Sakai              | Kanyab Derafshijavan Ali Madani       | Ryoichi Mori Natsuta Uehara                   | Ryoichi Mori Natsuta Uehara                   |
| VIIIe  | 1978 Bangkok   | Hadiman Hadiman Justedjo Tarik           | Hsu Meilin Ku Minghua                 | Pichet Boratisa Charuek Hengrasmee            | Shyam Minotra Chiradip Mukerjea               |
| IXe    | 1982 New Delhi | Kim Choon-ho Lee Woo-ryong               | Jeon Yeong-dae Song Dong-wook         | Liu Shuhua Ma Keqin                           | Liu Shuhua Ma Keqin                           |
| Xe     | 1986 Séoul     | Kim Bong-soo Yoo Jin-sun                 | Liu Shuhua Ma Keqin                   | Sulistyono Sulistyono Donald Wailan-Walalangi | Sulistyono Sulistyono Donald Wailan-Walalangi |
| XIe    | 1990 Pékin     | Meng Qianghua Xia Jiaping                | Liu Shuhua Pan Bing                   | Lee Jin-ho Ji Seung-ho                        | Daniel Heryanto Bonit Wiryawan                |
| XIIe   | 1994 Hiroshima | Gaurav Natekar Leander Paes              | Chang Eui-jong Kim Chi-wan            | Pan Bing Xia Jiaping                          | Donny Susetyo Teddy Tandjung                  |
| XIIIe  | 1998 Bangkok   | Narathorn Srichaphan Paradorn Srichaphan | Lee Hyung-taik Yoon Yong-il           | Chen Chih-jung Lin Bing-chao                  | Michihisa Onoda Takahiro Terachi              |
| XIVe   | 2002 Busan     | Mahesh Bhupathi Leander Paes             | Chung Hee-seok Lee Hyung-taik         | Mustafa Ghouse Vishal Uppal                   | Kim Dong-hyun Kwon Oh-hee                     |
| XVe    | 2006 Doha      | Mahesh Bhupathi Leander Paes             | Sanchai Ratiwatana Sonchat Ratiwatana | Jun Woong-sun Kim Sun-young                   | Cecil Mamiit Eric Taino                       |
| XVIe   | 2010 Guangzhou | Somdev Devvarman Sanam Singh             | Gong Maoxin Li Zhe                    | Lee Hsin-han Yi Chu-huan                      | Jae Cho-soong Kim Hyun-joon                   |
| XVIIe  | 2014 Incheon   | Chung Hyeon Lim Yong-kyu                 | Saketh Myneni Sanam Singh             | Yuki Bhambri Divij Sharan                     | Sanchai Ratiwatana Sonchat Ratiwatana         |
| XVIIIe | 2018 Jakarta   | Rohan Bopanna Divij Sharan               | Alexander Bublik Denis Yevseyev       | Kaito Uesugi Sho Shimabukuro                  | Yuya Ito Yosuke Watanuki                      |

#### Par équipes
| No     | Édition        | Or                         | Argent                     | Bronze                     | Bronze                     |
| ------ | -------------- | -------------------------- | -------------------------- | -------------------------- | -------------------------- |
| IVe    | 1962 Jakarta   | Japon                      | Philippines                | Indonésie                  | Indonésie                  |
| Ve     | 1966 Bangkok   | Japon                      | Thaïlande                  | Iran                       | Philippines                |
| VIIe   | 1974 Téhéran   | Japon                      | Chine                      | Pakistan                   | Pakistan                   |
| VIIIe  | 1978 Bangkok   | Indonésie                  | Pakistan                   | Chine                      | Chine                      |
| IXe    | 1982 New Delhi | Indonésie                  | Inde                       | Chine                      | Chine                      |
| Xe     | 1986 Séoul     | Corée du Sud               | Chine                      | Thaïlande                  | Thaïlande                  |
| XIe    | 1990 Pékin     | Chine                      | Corée du Sud               | Inde                       | Indonésie                  |
| XIIe   | 1994 Hiroshima | Inde                       | Indonésie                  | Japon                      | Malaisie                   |
| XIIIe  | 1998 Bangkok   | Corée du Sud               | Japon                      | Inde                       | Ouzbékistan                |
| XIVe   | 2002 Busan     | Japon                      | Corée du Sud               | Indonésie                  | Ouzbékistan                |
| XVe    | 2006 Doha      | Corée du Sud               | Japon                      | Taipei chinois             | Thaïlande                  |
| XVIe   | 2010 Guangzhou | Taipei chinois             | Ouzbékistan                | Inde                       | Japon                      |
| XVIIe  | 2014 Incheon   | Kazakhstan                 | Chine                      | Japon                      | Ouzbékistan                |
| XVIIIe | 2018 Jakarta   | Pas de tournoi par équipes | Pas de tournoi par équipes | Pas de tournoi par équipes | Pas de tournoi par équipes |

### Double mixte
| No     | Édition        | Or                                    | Argent                             | Bronze                                 | Bronze                                |
| ------ | -------------- | ------------------------------------- | ---------------------------------- | -------------------------------------- | ------------------------------------- |
| IIIe   | 1958 Tokyo     | Reiko Miyagi Yoshihisa Shibata        | Patricia Yngayo Miguel Dungo       | Desideria Ampon Felicisimo Ampon       | Chan Shiao-miao Kao Teng-ko           |
| IVe    | 1962 Jakarta   | Akiko Fukui Koji Watanabe             | Reiko Miyagi Michio Fujii          | Desideria Ampon Miguel Dungo           | Jooce Suwarimbo Sofyan Mudjirat       |
| Ve     | 1966 Bangkok   | Reiko Miyagi Koji Watanabe            | Patricia Yngayo Federico Deyro     | Lany Kaligis Soen Houw Goto            | Lita Sugiarto Sutarjo Sugiarto        |
| VIIe   | 1974 Téhéran   | Paulina Pesahov Yair Wertheimer       | Chang J.H. Hsu Meilin              | Kimiyo Yagahara Ryoichi Mori           | Kimiyo Yagahara Ryoichi Mori          |
| VIIIe  | 1978 Bangkok   | Suthasini Sirikaya Charuek Hengrasmee | Matsuko Matsushima Etsuo Uchiyama  | Ayi Sutarno Hadiman Hadiman            | Kimiyo Hatanaka Shigeyuki Nishio      |
| IXe    | 1982 New Delhi | Shin Soon-ho Kim Choon-ho             | Etsuko Inoue Ichiro Nakanishi      | Masako Yanagi Yoshitomo Ohnishi        | Masako Yanagi Yoshitomo Ohnishi       |
| Xe     | 1986 Séoul     | Lee Jeong-soon Yoo Jin-sun            | Zhong Ni You Wei                   | Suzanna Wibowo Tintus Wibowo           | Suzanna Wibowo Tintus Wibowo          |
| XIe    | 1990 Pékin     | Yayuk Basuki Hary Suharyadi           | Kim Il-soon Yoo Jin-sun            | Orawan Thampensri Vittaya Samrej       | Suzanna Wibowo Bonit Wiryawan         |
| XIIe   | 1994 Hiroshima | Li Fang Xia Jiaping                   | Nana Miyagi Ryuso Tsujino          | Choi Ju-yeon Chang Eui-jong            | Kyoko Nagatsuka Gouichi Motomura      |
| XIIIe  | 1998 Bangkok   | Nana Miyagi Satoshi Iwabuchi          | Choi Ju-yeon Kim Dong-hyun         | Li Fang Li Si                          | Nirupama Vaidyanathan Mahesh Bhupathi |
| XIVe   | 2002 Busan     | Janet Lee Lu Yen-hsun                 | Manisha Malhotra Mahesh Bhupathi   | Sania Mirza Leander Paes               | Iroda Tulyaganova Oleg Ogorodov       |
| XVe    | 2006 Doha      | Sania Mirza Leander Paes              | Akiko Morigami Satoshi Iwabuchi    | Hsieh Su-wei Lu Yen-hsun               | Sun Tiantian Yu Xinyuan               |
| XVIe   | 2010 Guangzhou | Chan Yung-jan Yang Tsung-hua          | Sania Mirza Vishnu Vardhan         | Tamarine Tanasugarn Sanchai Ratiwatana | Yurika Sema Hiroki Kondo              |
| XVIIe  | 2014 Incheon   | Sania Mirza Saketh Myneni             | Chan Hao-ching Peng Hsien-yin      | Shuko Aoyama Yuichi Sugita             | Zheng Jie Zhang Ze                    |
| XVIIIe | 2018 Jakarta   | Christopher Rungkat Aldila Sutjiadi   | Luksika Kumkhum Sonchat Ratiwatana | Anna Danilina Aleksandr Nedovyesov     | Erina Hayashi Kaito Uesugi            |